# برني (تمر)
البَرْنَيّ هو نوع من التَّمر في العراق. كما تشتهر به قرية العيص في السعودية،حيث ينتجه النخيل في موسم الصيف من كل عام.
وقد جاء في الحديث النبوي «خير تمراتكم البرني يخرج الداء ولا داء فيه». وفي لسان العرب لإبن منظور (في باب برن): «البَرْنيُّ: ضرْبٌ من التمر أَصْفَرُ مُدَوّر، وهو أَجود التمر، واحدتُه بَرْنِيّةٌ؛ قال أَبو حنيفة: أَصله فارسي.»
كما جاء ذكره في بيت منسوب للمتنبي، حيث قال في ابن يزداد: